# Exechiopsis januarii
Exechiopsis januarii är en tvåvingeart som först beskrevs av Lundstrom 1913.  Exechiopsis januarii ingår i släktet Exechiopsis och familjen svampmyggor. Arten är reproducerande i Sverige. Inga underarter finns listade i Catalogue of Life.